# Maurits Berger
Maurits Servaas (Maurits) Berger (Den Haag, 13 mei 1964) is een Nederlands hoogleraar aan de Universiteit Leiden, publicist, rechtsgeleerde, Arabist en voormalig journalist.

## Leven en werk
Maurits Berger werd in 1964 geboren. Hij studeerde rechtsgeleerdheid en Arabisch aan de Universiteit Utrecht. Berger specialiseerde zich in de islamitische wetgeving en de politieke islam. In 2004 promoveerde hij op openbare orde en het islamitisch familierecht in Egypte aan de Universiteit van Amsterdam. Hij begon zijn carrière als advocaat in Amsterdam. Vervolgens werkte hij als journalist en onderzoeker in Egypte en Syrië. Van 2003 tot 2008 was Berger werkzaam als senior onderzoeker aan het Instituut Clingendael. Sinds 2008 is Berger hoogleraar Islam in het Westen aan de Universiteit Leiden.
De Leidse leerstoel die Berger thans houdt werd in 2008 gefinancierd door een eenmalige gift van de sultan van Oman aan de Universiteit Leiden. Met de opbrengsten van deze gift betaalt de Universiteit het salaris van de hoogleraar die de leerstoel houdt. 
In opiniestukken pleitte Maurits Berger er voor om islamitisch familierecht in Nederland op dezelfde manier te behandelen als katholiek of joods familierecht. Ook pleit hij regelmatig voor een genuanceerde kijk op islam en moslims, wat hem bij bepaalde critici het verwijt oplevert de islam te vergoelijken.

## Enkele publicaties
- Recht en Bestuur in Egypte (1999) ISBN 90-5789-024-0
- Legal Pluralism in the Arab World (1999) ISBN 90-4111-105-0
- Kruistocht en Jihad. De aanslagen in Amerika en de dreiging van de islam (2001) ISBN 978-90-2541-628-7
- Islam is een sinaasappel (2002) ISBN 978-90-2541-206-7
- Islam onder mijn huid (2003) ISBN 978-90-2542-210-3
- Mudawwana. Marokkaanse familiewet (2004) ISBN 978-90-6916-516-5
- Sharia and Public Policy in Egyptian Family Law (proefschrift) (2005)
- Religion and development aid: the special case of Islam (2006) ISBN 978-90-5031-108-3
- Sharia. Islam tussen recht en politiek (2006) ISBN 978-90-5454-658-0
- De sjeik in de Domkerk. Overeenkomsten en verschillen tussen de Arabische en Europese wereld (2008) ISBN 978-90-2542-639-2
- Islam binnen de dijken. Gids voor gemeentebeleid inzake islam, sociale cohesie en de-radicalisering (2008) ISBN 978-90-5260-317-9
- "A Brief History of Islam in Europe. Thirteen Centuries of Creed, Conflict and Coexistence" (2014) ISBN 978-90-8728-195-3
- De halalborrel en de toekomst van de islam in Nederland. Amsterdam, Atlas-Contact, 2020 ISBN 9789045041889
- The Last Sharia Court in Europe (2021) ISBN 978-94-6236-213-0